# 西野貴治
西野 貴治（にしの たかはる、1993年9月14日 - ）は、大阪府茨木市出身の政治家、元プロサッカー選手。茨木市議会議員（1期）。サッカー選手としてのポジションはディフェンダー（センターバック）。

## 来歴

### プロ入り前
地元・茨木市の少年団でサッカーを始め、中学ではガンバ大阪ジュニアユースに入団。中学時代はなかなか試合に出られず、レギュラー定着は中学3年の夏であった。しかしそこから急成長を遂げ、高校生になるとガンバ大阪ユースに昇格し、主力選手としてディフェンスラインに君臨した。高校時代から各年代の日本代表を経験する。

### ガンバ大阪
2012年よりガンバ大阪のトップチームに昇格することが内定した（同期昇格は田尻健、稲森克尚）。9月8日、天皇杯2回戦関西大学戦で公式戦初出場を果たした。
2013年、J2第3節横浜FC戦で初スタメンに抜擢されると、以後レギュラーに定着。J2第22節FC岐阜戦では、失点に絡むミスを犯してしまい一旦レギュラーから外されたが、シーズン通してレギュラーの座を譲らず、2年目ながらセンターバックとしてはチーム最多の29試合に出場し、ガンバのJ1昇格に貢献した。
2014年、前半戦の出番は主にカップ戦のみであったが、後半戦はレギュラーに復帰。しかし、9月にU-21日本代表として出場したアジア競技大会での遠征中、右膝内側半月板損傷の重傷を負いチームから離脱。約2カ月後には練習に復帰したが、ガンバがタイトル争いの渦中にいたこともあり、公式戦復帰は見送られた。
2015年は開幕直後に左第5中足骨骨折により全治3カ月と診断され戦線離脱。シーズン終盤に復帰するもリーグ戦はわずか3試合の出場に留まった。2016年はU-23の一員としてJ3リーグに17試合に出場した。

### ジェフ千葉
2016年12月28日、ジェフユナイテッド市原・千葉に期限付き移籍で加入することが発表された。2017年2月26日、開幕戦のFC町田ゼルビア戦ではスタメンデビューを飾った。6月30日に期限付き移籍を解除し、ガンバ大阪に復帰する事が決まった。

### カマタマーレ讃岐
2019年、カマタマーレ讃岐へ完全移籍。2022年より、チームキャプテンに就任した。2022年、現役引退。

### 政界進出
2024年1月、同年4月に行われる大阪府茨木市議会議員の補選に自民党の候補として出馬することが分かった。4月7日の投開票の結果、自民党推薦の無所属候補として当選した。議員としては自由民主党の会派に所属している。

## プレースタイル・評価
ユース世代の頃から将来を嘱望された長身センターバック。ハイボールに自信を持ち、強さも兼ね備えた個人能力の高いストッパー。

## 所属クラブ
- - 2005年 春日サントスJSC（茨木市立春日丘小学校）
- 2006年 - 2008年 ガンバ大阪ジュニアユース（茨木市立西陵中学校）
- 2009年 - 2011年 ガンバ大阪ユース（大阪府立吹田東高等学校）
- 2012年 - 2018年  ガンバ大阪
  - 2014年 - 2015年  Jリーグ・アンダー22選抜
  - 2017年 - 2017年6月  ジェフユナイテッド市原・千葉（期限付き移籍）
- 2019年 - 2022年  カマタマーレ讃岐

## 個人成績
| 国内大会個人成績 | 国内大会個人成績 | 国内大会個人成績 | 国内大会個人成績 | 国内大会個人成績 | 国内大会個人成績 | 国内大会個人成績 | 国内大会個人成績 | 国内大会個人成績 | 国内大会個人成績 | 国内大会個人成績 | 国内大会個人成績 |
| 年度             | クラブ           | 背番号           | リーグ           | リーグ戦         | リーグ戦         | リーグ杯         | リーグ杯         | オープン杯       | オープン杯       | 期間通算         | 期間通算         |
| 年度             | クラブ           | 背番号           | リーグ           | 出場             | 得点             | 出場             | 得点             | 出場             | 得点             | 出場             | 得点             |
| 日本             | 日本             | 日本             | 日本             | リーグ戦         | リーグ戦         | リーグ杯         | リーグ杯         | 天皇杯           | 天皇杯           | 期間通算         | 期間通算         |
| ---------------- | ---------------- | ---------------- | ---------------- | ---------------- | ---------------- | ---------------- | ---------------- | ---------------- | ---------------- | ---------------- | ---------------- |
| 2012             | G大阪            | 26               | J1               | 0                | 0                | 0                | 0                | 1                | 0                | 1                | 0                |
| 2013             | G大阪            | 26               | J2               | 29               | 3                | -                | -                | 2                | 0                | 31               | 3                |
| 2014             | G大阪            | 3                | J1               | 12               | 1                | 8                | 1                | 1                | 1                | 21               | 3                |
| 2015             | G大阪            | 3                | J1               | 3                | 0                | 4                | 0                | 1                | 0                | 8                | 0                |
| 2016             | G大阪            | 3                | J1               | 3                | 0                | 0                | 0                | 0                | 0                | 3                | 0                |
| 2017             | 千葉             | 33               | J2               | 5                | 1                | -                | -                | 0                | 0                | 5                | 1                |
| 2017             | G大阪            | 55               | J1               | 0                | 0                | 0                | 0                | 0                | 0                | 0                | 0                |
| 2018             | G大阪            | 2                | J1               | 0                | 0                | 2                | 1                | 0                | 0                | 2                | 1                |
| 2019             | 讃岐             | 2                | J3               | 2                | 0                | -                | -                | 0                | 0                | 2                | 0                |
| 2020             | 讃岐             | 2                | J3               | 23               | 2                | -                | -                | -                | -                | 23               | 2                |
| 2021             | 讃岐             | 2                | J3               | 18               | 0                | -                | -                | 1                | 0                | 19               | 0                |
| 2022             | 讃岐             | 2                | J3               | 22               | 1                | -                | -                | -                | -                | 22               | 1                |
| 通算             | 日本             | 日本             | J1               | 18               | 1                | 14               | 2                | 3                | 1                | 35               | 4                |
| 通算             | 日本             | 日本             | J2               | 34               | 4                | -                | -                | 2                | 0                | 36               | 4                |
| 通算             | 日本             | 日本             | J3               | 65               | 3                | -                | -                | 1                | 0                | 66               | 3                |
| 総通算           | 総通算           | 総通算           | 総通算           | 117              | 8                | 14               | 2                | 6                | 1                | 127              | 9                |

その他の公式戦
| 2014   | J-22   | -      | J3     | 2  | 0 | 2  | 0 |
| 2015   | J-22   | -      | J3     | 1  | 0 | 1  | 0 |
| 2016   | G大23  | 3      | J3     | 17 | 1 | 17 | 1 |
| 2017   | G大23  | 55     | J3     | 4  | 0 | 4  | 0 |
| 2018   | G大23  | 2      | J3     | 25 | 2 | 25 | 2 |
| 通算   | 日本   | 日本   | J3     | 49 | 3 | 49 | 3 |
| 総通算 | 総通算 | 総通算 | 総通算 | 49 | 3 | 49 | 3 |

- 2015年
  - Jリーグチャンピオンシップ 3試合0得点
- 2021年
  - 香川県サッカー選手権大会 1試合0得点

| 国際大会個人成績 | 国際大会個人成績 | 国際大会個人成績 | 国際大会個人成績 | 国際大会個人成績 |
| 年度             | クラブ           | 背番号           | 出場             | 得点             |
| AFC              | AFC              | AFC              | ACL              | ACL              |
| ---------------- | ---------------- | ---------------- | ---------------- | ---------------- |
| 2012             | G大阪            | 26               | 0                | 0                |
| 2015             | G大阪            | 3                | 1                | 0                |
| 2016             | G大阪            | 3                | 1                | 0                |
| 通算             | AFC              | AFC              | 2                | 0                |

出場歴
- 公式戦初出場 -  2012年9月8日 天皇杯2回戦 vs関西大学（万博記念競技場）
- Jリーグ初出場 -  2013年3月17日 J2第3節 vs横浜FC（万博記念競技場）
- Jリーグ初得点 -  2013年8月18日 J2第29節 vsコンサドーレ札幌（万博記念競技場）

## タイトル

### クラブ
ガンバ大阪ジュニアユース
- 高円宮杯全日本ユース選手権(U-15)：2回（2006年、2007年）
- JFAプレミアカップ：1回（2007年）

ガンバ大阪
- Jリーグ ディビジョン1：1回（2014年）
- Jリーグ ディビジョン2：1回（2013年）
- ナビスコカップ：1回（2014年）
- 天皇杯：2回（2014年、2015年）
- ゼロックススーパーカップ：1回（2015年）

カマタマーレ讃岐
- 香川県サッカー選手権大会：2回（2019年、2021年）

## 代表歴
- U-16日本代表
- U-17日本代表
- U-18日本代表
- U-20日本代表
- U-21日本代表
  - 2014年 - AFC U-22アジアカップ2013、アジア競技大会
- U-22日本代表
  - 2015年 - AFC U-23選手権 (予選)